# Duitsland op de Olympische Zomerspelen 1912
Duitsland nam deel aan de Olympische Zomerspelen 1912 in Stockholm, Zweden.

## Medailleoverzicht
| Sport          | Olympiër | Discipline                 | Medaille |
| -------------- | --- | -------------------------- | -------- |
| Roeien         | Albert Arnheiter Hermann Wilker Otto Fickeisen Rudolf Fickeisen Karl Leister                                                | vier-met (m)               | Goud     |
| Schoonspringen | Paul Günther | 3m plank (m)               | Goud     |
| Tennis         | Dora Köring Heinrich Schomburgk                                                                                             | dubbelspel outdoor (g)     | Goud     |
| Zwemmen        | Walter Bathe | 200m schoolslag (m)        | Goud     |
| Zwemmen        | Walter Bathe | 400m schoolslag (m)        | Goud     |
| Atletiek       | Hans Braun | 400m (m)                   | Zilver   |
| Atletiek       | Hans Liesche | hoogspringen (m)           | Zilver   |
| Paardensport   | Friedrich von Rochow | eventing individueel       | Zilver   |
| Paardensport   | Friedrich von Rochow Richard Graf von Schaesberg-Tannheim Eduard von Lütcken Carl von Moers                                 | eventing team              | Zilver   |
| Paardensport   | Rabod von Kröcher | springconcours individueel | Zilver   |
| Schietsport    | Alfred Goeldel | trap (m)                   | Zilver   |
| Schoonspringen | Hans Luber | 3m plank (m)               | Zilver   |
| Schoonspringen | Albert Zürner | 10m toren (m)              | Zilver   |
| Tennis         | Dora Koring | enkelspel outdoor (v)      | Zilver   |
| Worstelen      | Georg Gerstäcker | -60kg Grieks-Romeins (m)   | Zilver   |
| Zwemmen        | Otto Fahr | 100m rugslag (m)           | Zilver   |
| Zwemmen        | Wilhelm Lützow | 200m schoolslag (m)        | Zilver   |
| Zwemmen        | Wally Dressel Louise Otto Hermine Stindt Grete Rosenberg                                                                    | 4x100m vrije slag (v)      | Zilver   |
| Paardensport   | Sigismund Freyer Wilhelm von Hohenau Ernst Deloch Prince Friedrich Karl of Prussia                                          | springconcours team        | Brons    |
| Roeien         | Otto Liebing Max Bröske Fritz Bartholomae Willi Bartholomae Werner Dehn Rudolf Reichelt Hans Matthiae Kurt Runge Max Vetter | acht (m)                   | Brons    |
| Schietsport    | Erich Graf von Bernstorff Franz von Zedlitz und Leipe Horst Goeldel Albert Preuß Erland Koch Alfred Goeldel                 | kleiduiven team (m)        | Brons    |
| Schoonspringen | Kurt Behrens | 3m plank (m)               | Brons    |
| Tennis         | Oscar Kreuzer | enkelspel outdoor (m)      | Brons    |
| Zwemmen        | Paul Kellner | 100m rugslag (m)           | Brons    |
| Zwemmen        | Kurt Malisch | 200m schoolslag (m)        | Brons    |

## Deelnemers en resultaten

### Atletiek
| Olympiër                                                  | Discipline               | Resultaat    | Prestatie                                                              |
| --------------------------------------------------------- | ------------------------ | ------------ | ---------------------------------------------------------------------- |
| Max Herrmann                                              | 100m (m)                 | series       | serie 16: 3de                                                          |
| Erwin Kern                                                | 100m (m)                 | halve finale | serie 15: 2de halve finale 1: 5de                                      |
| Emil Ketterer                                             | 100m (m)                 | DNF          | serie 13: niet gefinisht                                               |
| Richard Rau                                               | 100m (m)                 | halve finale | serie 6: 1ste in 13,5 halve finale 4: 2de in 10,9                      |
| Max Herrmann                                              | 200m (m)                 | halve finale | serie 15: 1ste in 22,9 halve finale 3: 4de                             |
| Richard Rau                                               | 200m (m)                 | 4e           | serie 6: 1ste in 22,5 halve finale 5: 1ste in 22,5 finale: 4de in 22,2 |
| Heinrich Wenseler                                         | 200m (m)                 | series       | serie 13: 4de                                                          |
| Hanns Braun                                               | 400m (m)                 | Zilver       | serie 3: 1ste in 50,6 halve finale 5: 1ste in 49,2 finale: 2de in 48,3 |
| Heinrich Burkowitz                                        | 400m (m)                 | series       | serie 9: 3de in 51,7                                                   |
| Max Herrmann                                              | 400m (m)                 | series       | serie 7: 3de                                                           |
| Erich Lehmann                                             | 400m (m)                 | series       | serie 12: 4de                                                          |
| Jacques Person                                            | 400m (m)                 | DNF          | serie 13: 1ste in 55,4 halve finale 2: niet gefinisht                  |
| Heinrich Wenseler                                         | 400m (m)                 | series       | serie 15: 3de                                                          |
| Hanns Braun                                               | 800m (m)                 | 6e           | serie 9: 2de halve finale 1: 2de in 1.54,6 finale: 6de in 1.53,0       |
| Wilhelm Jahn                                              | 800m (m)                 | series       | serie 4: 4de in 2.02,0                                                 |
| Erich Lehmann                                             | 800m (m)                 | series       | serie 7: 3de                                                           |
| Jacques Person                                            | 800m (m)                 | series       | serie 5: 4de                                                           |
| Georg Amberger                                            | 1500m (m)                | series       | serie 2: 3de in 4.27,0                                                 |
| Georg Mickler                                             | 1500m (m)                | series       | serie 5: 5de                                                           |
| Erwin von Sigel                                           | 1500m (m)                | 9-14e        | serie 6: 1ste in 4.09,3 finale: 9-14de                                 |
| Gregor Vietz                                              | 5000m (m)                | DNF          | serie 4: niet gefinisht                                                |
| Gregor Vietz                                              | 10000m (m)               | DNF          | serie 2: niet gefinisht                                                |
| Hermann von Bönninghausen                                 | 110m horden (m)          | halve finale | serie 10: 2de in 17,0 halve finale 3: 3de in 16,0                      |
| Karl Halt Max Herrmann Erwin Kern Richard Rau             | 4x100m (m)               | DSQ          | serie 5: 1ste in 43,6 (OR) finale: gediskwalificeerd                   |
| Hanns Braun Max Herrmann Heinrich Burkowitz Erich Lehmann | 4x400m (m)               | 6e           | serie 2: 2de in 3.28,5                                                 |
| Georg Amberger Georg Mickler Gregor Vietz Erwin von Sigel | 3000m team (m)           | 4e           | halve finale: V van Zweden: 9-12                                       |
| Robert Pasemann                                           | verspringen (m)          | 8e           | voorronde: 8ste met 6,82m                                              |
| Otto Bäurle                                               | hink-stap-springen (m)   | 14e          | voorronde: 14de met 13,52m                                             |
| Hans Liesche                                              | hoogspringen (m)         | Zilver       | voorronde: 1ste met 1,83m finale: 2de met 1,91m                        |
| Otto Röhr                                                 | hoogspringen (m)         | 13e          | voorronde: 13de met 1,75m                                              |
| Robert Pasemann                                           | polsstokhoogspringen (m) | 11e          | voorronde: 8ste met 3,65m finale: 11de met 3,40m                       |
| Karl Halt                                                 | kogelstoten (m)          | 14e          | voorronde: 14de met 11,16m                                             |
| Paul Willführ                                             | kogelstoten (m)          | 18e          | voorronde: 18de met 10,90m                                             |
| Josef Waitzer                                             | discuswerpen (m)         | 16e          | voorronde: 16de met 38,44m                                             |
| Emil Welz                                                 | discuswerpen (m)         | 24e          | voorronde: 24ste met 37,24m                                            |
| Paul Willführ                                             | discuswerpen (m)         | DNF          | voorronde: geen geldige poging                                         |
| Karl Halt                                                 | speerwerpen (m)          | 22e          | voorronde: 22ste met 41,99m                                            |
| Josef Waitzer                                             | speerwerpen (m)          | 19e          | voorronde: 19de met 43,71m                                             |
| Paul Willführ                                             | speerwerpen (m)          | 23e          | voorronde: 23ste met 41,05m                                            |
| Otto Bäurle                                               | vijfkamp (m)             | 13e          |                                                                        |
| Karl Halt                                                 | vijfkamp (m)             | 25e          | niet gefinisht                                                         |
| Josef Waitzer                                             | vijfkamp (m)             | 26e          | niet gefinisht                                                         |
| Alexander Abraham                                         | tienkamp (m)             | DNF          | niet gefinisht                                                         |
| Otto Röhr                                                 | tienkamp (m)             | DNF          | niet gefinisht                                                         |
| Josef Waitzer                                             | tienkamp (m)             | DNF          | niet gefinisht                                                         |
| Gregor Vietz                                              | veldloop individueel (m) | 27e          | 54.40,6                                                                |

### Moderne vijfkamp
| Olympiër   | Discipline | Resultaat | Prestatie                                               |
| ---------- | ---------- | --------- | ------------------------------------------------------- |
| Carl Pauen | mannen     | DNF       | schietsport: 28ste met 102 punten zwemmen: niet gestart |

### Paardensport
| Olympiër                                                                                    | Discipline  | Resultaat | Prestatie     |
| Dressuur                                                                                    | Dressuur    | Dressuur  | Dressuur      |
| ------------------------------------------------------------------------------------------- | ----------- | --------- | ------------- |
| Felix Bürkner                                                                               | individueel | 7e        | 51 punten     |
| Andreas von Flotow                                                                          | individueel | 11e       | 77 punten     |
| Carl von Moers                                                                              | individueel | 12e       | 83 punten     |
| Friedrich von Oesterley                                                                     | individueel | 4e        | 36 punten     |
| Eventing                                                                                    |             |           |               |
| Eduard von Lütcken                                                                          | individueel | 8e        | 45,90 punten  |
| Carl von Moers                                                                              | individueel | 15e       | 44,43 punten  |
| Friedrich von Rochow                                                                        | individueel | Zilver    | 46,42 punten  |
| Richard Graf von Schaesberg-Tannheim                                                        | individueel | 5e        | 46,16 punten  |
| Eduard von Lütcken Carl von Moers Friedrich von Rochow Richard Graf von Schaesberg-Tannheim | team        | Zilver    | 138,48 punten |
| Springconcours                                                                              |             |           |               |
| Ernst Deloch                                                                                | individueel | 9e        | 180 punten    |
| Sigismund Freyer                                                                            | individueel | 5e        | 183 punten    |
| Prince Friedrich Karl of Prussia                                                            | individueel | 18e       | 174 punten    |
| Friedrich von Grote                                                                         | individueel | 18e       | 174 punten    |
| Wilhelm Graf von Hohenau                                                                    | individueel | 6e        | 181 punten    |
| Rabod von Kröcher                                                                           | individueel | Zilver    | 186 punten    |
| Ernst Deloch Sigismund Freyer Prince Friedrich Karl of Prussia Wilhelm Graf von Hohenau     | team        | Brons     | 530 punten    |

### Roeien
| Olympiër | Discipline   | Resultaat   | Prestatie                                                                                                   |
| --- | ------------ | ----------- | --- |
| Kurt Hoffmann | skiff (m)    | 9e          | serie 4: 2de in 7.46,9                                                                                      |
| Martin Stahnke | skiff (m)    | 7e          | serie 2: 1ste in 8.28,8 kwartfinale 3: 2de in 7.58,8                                                        |
| Albert Arnheiter Otto Fickeisen Rudolf Fickeisen Carl Leister Otto Maier Hermann Wilker                                                             | vier-met (m) | Goud        | serie 6: 1ste in 7.06,6 kwartfinale 1: 1ste in 7.14,4 halve finale 1: 1ste in 7.41,0 finale: 1ste in 6.59,4 |
| Otto Charlet Fritz Eggebrecht Carl Eichhorn Richard Friesicke Gottfried Gelfort Heinrich Landrock Egbert Reinsfeld Andreas Wegener Ludwig Weihnacht | acht (m)     | kwartfinale | serie 1: 1ste in 6.45,1 kwartfinale 2: 2de                                                                  |
| Fritz Bartholomae Willi Bartholomae Max Bröske Werner Dehn Otto Liebing Hans Matthiae Rudolf Reichelt Kurt Runge Max Vetter                         | acht (m)     | Brons       | serie 3: 1ste in 6.57,0 kwartfinale 2: 1ste in 6.22,2 halve finale 2: 2de in 6.18,6                         |

### Schermen
| Olympiër | Discipline     | Resultaat | Prestatie |
| --- | -------------- | --------- | --- |
| Julius Lichtenfels | degen (m)      | 63e       | groep A: 5de met 4 nederlagen                                                                                           |
| Walther Meienreis | degen (m)      | 63e       | groep P: 5de met 4 nederlagen                                                                                           |
| Hermann Plaskuda | degen (m)      | 49e       | groep M: 4de met 3 nederlagen                                                                                           |
| Emil Schön | degen (m)      | 37e       | groep O: 2de met 2 nederlagen kwartfinale groep E: 6de met 4 nederlagen                                                 |
| Heinrich Schrader | degen (m)      | 80e       | groep H: 6de met 5 nederlagen                                                                                           |
| Friedrich Schwarz | degen (m)      | 49e       | groep B: 4de met 3 nederlagen                                                                                           |
| Hans Thomson | degen (m)      | 37e       | groep J: 1ste met 2 nederlagen kwartfinale groep C: 4de met 4 nederlagen                                                |
| Hermann Plaskuda Emil Schön Friedrich Schwarz Heinrich Ziegler                                                                               | degen team (m) | 7e        | groep A: 1ste halve finale groep B: 4de met 3 nederlagen                                                                |
| Johannes Adam | floret (m)     | 52e       | groep B: 4de met 3 nederlagen                                                                                           |
| Adolf Davids | floret (m)     | 25e       | groep H: 3de met 2 nederlagen kwartfinale groep D: 4de met 3 nederlagen                                                 |
| Julius Lichtenfels | floret (m)     | 15e       | groep E: 1ste met 1 nederlaag kwartfinale groep A: 3de met 1 nederlaag halve finale groep C: 4de met 3 nederlagen       |
| Wilhelm Löffler | floret (m)     | 25e       | groep I: 3de met 2 nederlagen kwartfinale groep E: 4de met 3 nederlagen                                                 |
| Albert Naumann | floret (m)     | 71e       | groep L: 5de met 4 nederlagen                                                                                           |
| Hermann Plaskuda | floret (m)     | 39e       | groep J: 3de met 2 nederlagen kwartfinale groep G: 6de met 4 nederlagen                                                 |
| Julius Thomson | floret (m)     | 103e      | groep D: 7de met 6 nederlagen                                                                                           |
| Heinrich Ziegler | floret (m)     | 49e       | groep O: 4de met 2 nederlagen                                                                                           |
| Emil Schön | floret (m)     | 9e        | groep P: 1ste met 1 nederlaag kwartfinale groep H: 3de met 3 nederlagen halve finale groep B: 3de met 2 nederlagen      |
| Julius Lichtenfels | sabel (m)      | 52e       | groep B: 1ste met 3 overwinningen kwartfinale groep H: 2de met 1 nederlaag halve finale groep B: niet gestart           |
| Friedrich Schwarz | sabel (m)      | 20e       | groep L: 2de met 2 overwinningen kwartfinale groep C: 2de met 1 nederlaag halve finale groep A: 5de met 0 overwinningen |
| Georg Stöhr | sabel (m)      | 39e       | groep I: 1ste kwartfinale groep A: 5de met 4 nederlagen                                                                 |
| Hans Thomson | sabel (m)      | 25e       | groep C: 2de met 2 overwinningen kwartfinale groep E: 4de met 2 nederlagen                                              |
| Friedrich Schwarz Fritz Jack Johann Adam Georg Stöhr Walther Meienreis Hermann Plaskuda Jakob Erckrath de Bary Emil Schön Julius Lichtenfels | sabel team (m) | 7e        | groep C: 2de halve finale groep B: 4de met 0 overwinningen                                                              |

### Schietsport
| Olympiër | Discipline                    | Resultaat | Prestatie  |
| --- | ----------------------------- | --------- | ---------- |
| Gerhard Bock                                                                                                | 50m vrij pistool (m)          | 44e       | 395 punten |
| Heinrich Hoffmann                                                                                           | 50m vrij pistool (m)          | 54e       | 189 punten |
| Georg Meyer                                                                                                 | 30m snelvuurpistool (m)       | 39e       | 207 punten |
| Gerhard Bock Heinrich Hoffmann Georg Meyer                                                                  | 30m militair pistool team (m) | 7e        | 120 punten |
| Alfred Goeldel                                                                                              | 50m vrij pistool (m)          | Zilver    | 94 punten  |
| Horst Goeldel                                                                                               | 50m vrij pistool (m)          | 12e       | 86 punten  |
| Erland Koch                                                                                                 | 50m vrij pistool (m)          | 12e       | 86 punten  |
| Hans Lüttich                                                                                                | 50m vrij pistool (m)          | 25e       | 77 punten  |
| Albert Preuß                                                                                                | 50m vrij pistool (m)          | 4e        | 88 punten  |
| Erich Graf von Bernstorff                                                                                   | 50m vrij pistool (m)          | 17e       | 84 punten  |
| Franz von Zedlitz und Leipe                                                                                 | 50m vrij pistool (m)          | 4e        | 88 punten  |
| Alfred Goeldel Horst Goeldel Erland Koch Albert Preuß Erich Graf von Bernstorff Franz von Zedlitz und Leipe | kleiduiven team (m)           | Brons     | 510 punten |
| Horst Goeldel                                                                                               | enkel shot lopend hert (m)    | 24e       | 27 punten  |
| Erland Koch                                                                                                 | enkel shot lopend hert (m)    | 13e       | 33 punten  |
| Albert Preuß                                                                                                | enkel shot lopend hert (m)    | 21e       | 28 punten  |
| Erland Koch                                                                                                 | dubbel shot lopend hert (m)   | 17e       | 47 punten  |
| Albert Preuß                                                                                                | dubbel shot lopend hert (m)   | 17e       | 47 punten  |

### Schoonspringen
| Olympiër      | Discipline     | Resultaat | Prestatie                                                   |
| ------------- | -------------- | --------- | ----------------------------------------------------------- |
| Kurt Behrens  | 3m plank (m)   | Brons     | groep 1: 1ste met 80,14 punten finale: 3de met 73,73 punten |
| Paul Günther  | 3m plank (m)   | Goud      | groep 1: 2de met 78,14 punten finale: 1ste met 79,23 punten |
| Hans Luber    | 3m plank (m)   | Zilver    | groep 3: 1ste met 77,50 punten finale: 2de met 76,78 punten |
| Albert Zürner | 3m plank (m)   | 4e        | groep 2: 2de met 74,64 punten finale: 4de met 73,33 punten  |
| Kurt Behrens  | 10m toren (m)  | 15e       | groep 1: 8ste met 58,35 punten                              |
| Hans Luber    | 10m toren (m)  | 9e        | groep 1: 3de met 61,66 punten                               |
| Albert Zürner | 10m toren (m)  | Zilver    | groep 1: 2de met 65,04 punten finale: 2de met 72,60 punten  |
| Kurt Behrens  | hoogduiken (m) | 13e       | groep 3: 7de met 35,1 punten                                |
| Paul Günther  | hoogduiken (m) | DNF       | groep 1: 1ste met 36,1 punten finale: niet gefinisht        |
| Hans Luber    | hoogduiken (m) | 9e        | groep 3: 6de met 36,2 punten                                |
| Albert Zürner | hoogduiken (m) | 21e       | groep 4: 6de met 31,7 punten                                |

### Tennis
| Olympiër                            | Discipline     | Resultaat | Prestatie |
| Outdoor                             | Outdoor        | Outdoor   | Outdoor |
| ----------------------------------- | -------------- | --------- | --- |
| Otto Froitzheim                     | enkelspel (m)  | 33e       | 1ste ronde: vrij 2de ronde: V van BOH Šebek: walk-over |
| Adolf Hammacher                     | enkelspel (m)  | 33e       | 1ste ronde: vrij 2de ronde: V van BOH Žemla: walk-over |
| Luis Maria Heyden                   | enkelspel (m)  | 5e        | 1ste ronde: vrij 2de ronde: W van FRA de Marangue: 7-9, 4-6, 6-2, 7-5, 6-1 3de ronde: W van HUN von Kelemen: 6-3, 4-6, 7-5, 7-5 4de ronde: W van USA Pell: 2-6, 7-5, 8-6, 7-5 kwartfinale: V van RSA Winslow: 2-6, 4-6, 10-8, 6-4, 3-6                                                      |
| Oscar Kreuzer                       | enkelspel (m)  | Brons     | 1ste ronde: vrij 2de ronde: W van NOR Bjørklund: 6-0, 6-0, 6-1 3de ronde: W van NOR Angell 4de ronde: W van RUS Elston: 6-2, 2-4, 6-4, 6-0 kwartfinale: W van AUT Zborzil: 6-4, 6-3, 6-2 halve finale: V van RSA Winslow: 7-9, 5-7, 2-6 bronzen finale: W van BOH Žemla: 6-2, 3-6, 6-3, 6-1 |
| Otto Lindpaintner                   | enkelspel (m)  | 65e       | 1ste ronde: V van AUT Pipes: 6-2, 6-3, 6-3 |
| Heinrich Schomburgk                 | enkelspel (m)  | 9e        | 1ste ronde: vrij 2de ronde: W van FRA Montario: walk-over 3de ronde: W van GER Spiess: 8-6, 6-1, 6-4 4de ronde: V van RSA Kitson: 2-6, 3-6, 3-6 |
| Robert Spiess                       | enkelspel (m)  | 17e       | 1ste ronde: vrij 2de ronde: W van BOH Just: 2-6, 6-3, 3-6, 6-3, 6-1 3de ronde: V van GER Schomburgk: 6-8, 1-6, 4-6 |
| Otto von Müller                     | enkelspel (m)  | 5e        | 1ste ronde: vrij 2de ronde: W van DEN Frederiksen: 6-2, 6-1, 6-4 3de ronde: W van HUN Zsigmondy: 6-1, 6-2, 6-0 4de ronde: W van HUN von Kehrling: 6-2, 6-1, 6-1 kwartfinale: V van BOH Žemla: 4-6, 5-7, 4-6                                                                                 |
| Heinrich Schomburgk Otto von Müller | dubbelspel (m) | 9e        | 1ste ronde: W van HUN Barath/von Kelemen: 6-0, 6-0, 6-2 2de ronde: V van FRA Canet/de Marangue: 6-8, 6-3, 6-2, 6-3 |
| Otto Froitzheim Oscar Kreuzer       | dubbelspel (m) | 17e       | 1ste ronde: V van SWE Benckert/Boström: walk-over |
| Adolf Hammacher Otto Lindpaintner   | dubbelspel (m) | 17e       | 1ste ronde: V van HUN Gyula/Schmid: walk-over |
| Luis Maria Heyden Robert Spiess     | dubbelspel (m) | 5e        | 1ste ronde: W van SWE Grönfors/Möller: 3-6, 6-4, 6-2, 4-6, 6-1 2de ronde: W van DEN Frederiksen/ SWE Frigast: 6-2, 7-5, 6-3 kwartfinale: V van BOH Just/Žemla: 0-6, 6-8, 4-6 |
|                                     |                |           | |
| Gertrud Kaminski                    | enkelspel (v)  | Zilver    | 1ste ronde: vrij kwartfinale: V van NOR Bjurstedt: walk-over |
| Dora Köring                         | enkelspel (v)  | Zilver    | 1ste ronde: W van SWE Fick: 7-5, 6-3 kwartfinale: W van NOR Bjurstedt: walk-over halve finale: W van SWE Arnheim: 6-4, 6-3 finale: V van FRA Broquedis: 6-4, 3-6, 4-6 |
| Mieken Rieck                        | enkelspel (v)  | 9e        | 1ste ronde:'V' van NOR Bjurstedt: walk-over |
|                                     |                |           | |
| Dora Köring Heinrich Schomburgk     | dubbelspel (g) | Goud      | 1ste ronde: W van NOR Bjurstedt/Smith: walk-over kwartfinale: W van BOH von Lobkowitz/Just: walk-over halve finale: W van FRA Broquedis/Canet: 6-2, 6-3 finale: W van SWE Fick/Setterwall: 6-4, 6-0                                                                                         |
| Mieken Rieck Oscar Kreuzer          | dubbelspel (g) | 4e        | 1ste ronde: vrij kwartfinale: W van GER Kaminski/von Müller: walk-over halve finale: V van SWE Fick/Setterwall: walk-over bronzen finale: W van FRA Broquedis/Canet: walk-over |
| Gertrud Kaminski Otto von Müller    | dubbelspel (g) | 5e        | 1ste ronde: vrij kwartfinale: V van GER Rieck/Kreuzer: walk-over |

### Turnen
| Olympiër | Discipline            | Resultaat | Prestatie    |
| --- | --------------------- | --------- | ------------ |
| Wilhelm Brülle Johannes Buder Walter Engelmann Arno Glockauer Walter Jesinghaus Karl Jordan Rudolf Körner Heinrich Pahner Kurt Reichenbach Johannes Reuschle Carl Richter Hans Roth Adolf Seebaß Eberhard Sorge Alexander Sperling Alfred Staats Hans Werner Martin Worm | team (m)              | 5e        | 32,40 punten |
| Wilhelm Brülle Johannes Buder Walter Engelmann Arno Glockauer Walter Jesinghaus Karl Jordan Rudolf Körner Heinrich Pahner Kurt Reichenbach Johannes Reuschle Carl Richter Hans Roth Adolf Seebaß Eberhard Sorge Alexander Sperling Alfred Staats Hans Werner Martin Worm | team vrij systeem (m) | 4e        | 16,85 punten |

### Voetbal
| Olympiër | Discipline | Resultaat | Prestatie |
| --- | ---------- | --------- | --- |
| Hermann Bosch Max Breunig Karl Burger Fritz Förderer Gottfried Fuchs Josef Glaser Walter Hempel Julius Hirsch Ernst Hollstein Adolf Jäger Eugen Kipp Georg Krogmann Emil Oberle Hans Reese Helmut Röpnack Otto Thiel Camillo Ugi Karl Uhle Albert Weber Karl Wegele Adolf Werner Willi Worpitzky | mannen     | 7e        | 1ste ronde: V van Oostenrijk: 1-5 consolidatie kwartfinale: W van Rusland: 16-0 consolidatie halve finale: V van Hongarije: 1-3 |

### Wielersport
| Olympiër                                                | Discipline         | Resultaat | Prestatie  |
| ------------------------------------------------------- | ------------------ | --------- | ---------- |
| Rudolf Baier                                            | tijdrit (m)        | 27e       | 11:35.01,3 |
| Robert Birker                                           | tijdrit (m)        | 62e       | 12:19.27,6 |
| Martin Koch                                             | tijdrit (m)        | 61e       | 12:18.22,5 |
| Franz Lemnitz                                           | tijdrit (m)        | 26e       | 11:34.32,2 |
| Carl Lüthje                                             | tijdrit (m)        | 79e       | 13:00.31,8 |
| Otto Männel                                             | tijdrit (m)        | 44e       | 11:53.27,4 |
| Wilhelm Rabe                                            | tijdrit (m)        | 55e       | 12:06.55,8 |
| Oswald Rathmann                                         | tijdrit (m)        | 33e       | 11:40.18,4 |
| Josef Rieder                                            | tijdrit (m)        | 57e       | 12:12.32,4 |
| Hermann Smiel                                           | tijdrit (m)        | 76e       | 12:49.01,6 |
| Georg Warsow                                            | tijdrit (m)        | 36e       | 11:45.24,0 |
| Rudolf Baier Franz Lemnitz Oswald Rathmann Georg Warsow | ploegentijdrit (m) | 6e        | 46:35.16,1 |

### Worstelen
| Olympiër          | Discipline     | Resultaat      | Prestatie |
| Grieks-Romeins    | Grieks-Romeins | Grieks-Romeins | Grieks-Romeins |
| ----------------- | -------------- | -------------- | --- |
| Georg Andersen    | -60kg (m)      | 24e            | 1ste ronde: V van SWE Johansson 2de ronde: V van HUN Pongracz |
| Georg Gerstäcker  | -60kg (m)      | Zilver         | 1ste ronde: W van HUN Szoszky 2de ronde: W van FIN Mustonen 3de ronde: W van SWE Johansson 4de ronde: W van FIN Haapanen 5de ronde: V van FIN Kangas 6de ronde: W van FIN Lehmusvirta 7de ronde: W van FIN Leivonen finale: V van FIN Koskelo |
| Konrad Stein      | -60kg (m)      | 24e            | 1ste ronde: V van SWE Larsson 2de ronde: V van RUS Ankondinow |
| Andreas Dumrauf   | -67,5kg (m)    | 29e            | 1ste ronde: V van SWE Mathiasson 2de ronde: V van NOR Lothus |
| Bruno Heckel      | -67,5kg (m)    | 11e            | 1ste ronde: V van SWE Lund 2de ronde: W van SWE Björklund 3de ronde: W van FIN Pukkila 4de ronde: W van FIN Tanttu 5de ronde: V van FIN Kolehmainen                                                                                           |
| Ludwig Sauerhöfer | -67,5kg (m)    | 16e            | 1ste ronde: V van SWE Nilsson 2de ronde: W van SWE Jonsson 3de ronde: W van HUN Sandor 4de ronde: V van NOR Lofthus |
| Adolf Kurz        | -75kg (m)      | 19e            | 1ste ronde: W van DEN Andersen 2de ronde: V van FIN Aberg 3de ronde: V van FIN Holm |
| Joseph Merkle     | -75kg (m)      | 11e            | 1ste ronde: W van FIN Holm 2de ronde: vrij 3de ronde: V van FIN Aberg 4de ronde: V van RUS Klein |
| Wilhelm Steputat  | -75kg (m)      | 19e            | 1ste ronde: V van FIN Aberg 2de ronde: vrij 3de ronde: W van ITA Gargano |
| Karl Groß         | -82,5kg (m)    | 19e            | 1ste ronde: V van FIN Rajala 2de ronde: V van FIN Böhling |
| Fritz Lange       | -82,5kg (m)    | 4e             | 1ste ronde: V van FIN Lindberg 2de ronde: W van AUT Trestler 3de ronde: W van SWE Andersson 4de ronde: W van FIN Wiklund 5de ronde: vrij 6de ronde: V van FIN Böhling                                                                         |
| Peter Oehler      | -82,5kg (m)    | 10e            | 1ste ronde: W van DEN Nagel 2de ronde: W van FIN Kumpu 3de ronde: V van FIN Böhling 4de ronde: V van DEN Eriksen |
| Jean Hauptmanns   | +82,5kg (m)    | 12e            | 1ste ronde: V van FIN Viljamaa 2de ronde: V van FIN Saarela |
| Jakob Neser       | +82,5kg (m)    | 4e             | 1ste ronde: W van RUS Fārnasts 2de ronde: W van NED Bonneveld 3de ronde: V van FIN Olin 4de ronde: W van FIN Lindfors 5de ronde: W van FIN Viljaama 6de ronde: V van FIN Saarela                                                              |

### Zwemmen
| Olympiër                                                 | Discipline            | Resultaat    | Prestatie                                                                                                  |
| -------------------------------------------------------- | --------------------- | ------------ | --- |
| Walther Binner                                           | 100m vrije slag (m)   | series       | serie 3: 4-6de                                                                                             |
| Kurt Bretting                                            | 100m vrije slag (m)   | 4e           | serie 2: 1ste in 1.07,0 kwartfinale 1: 1ste in 1.04,2 halve finale 2: 1ste in 1.04,6 finale: 4de in 1.05,8 |
| Georg Kunisch                                            | 100m vrije slag (m)   | series       | serie 4: 5de                                                                                               |
| Walter Ramme                                             | 100m vrije slag (m)   | 5e           | serie 7: 1ste in 1.10,2 kwartfinale 2: 2de in 1.07,8 halve finale 1: 2de in 1.05,8 finale: 5de in 1.06,4   |
| Max Ritter                                               | 100m vrije slag (m)   | 11e          | serie 6: 2de in 1.08,0 kwartfinale 2: 3de in 1.08,8                                                        |
| Max Ritter                                               | 400m vrije slag (m)   | DNF          | serie 3: 1ste in 5.44,6 halve finale 1: niet gestart                                                       |
| Oscar Schiele                                            | 400m vrije slag (m)   | series       | serie 6: 3de in 5.57,0                                                                                     |
| Otto Fahr                                                | 100m rugslag (m)      | Zilver       | serie 2: 1ste in 1.22,0 halve finale 1: 2de in 1.21,8 finale: 2de in 1.22,4                                |
| Otto Groß                                                | 100m rugslag (m)      | 5e           | serie 1: 2de in 1.24,0 halve finale 2: 1ste in 1.26,0 finale: 5de in 1.25,8                                |
| Paul Kellner                                             | 100m rugslag (m)      | Brons        | serie 3: 2de in 1.26,0 halve finale 2: 2de in 1.26,2 finale: 3de in 1.24,0                                 |
| Oscar Schiele                                            | 100m rugslag (m)      | DSQ          | serie 1: gediskwalificeerd                                                                                 |
| Erich Schultze                                           | 100m rugslag (m)      | halve finale | serie 4: 2de in 1.27,2 halve finale 1: 5de                                                                 |
| Walter Bathe                                             | 200m schoolslag (m)   | Goud         | serie 4: 1ste in 3.03,4 (OR) halve finale 2: 1ste in 3.02,2 (OR) finale: 1ste in 3.01,8 (OR)               |
| Wilhelm Lützow                                           | 200m schoolslag (m)   | Zilver       | serie 1: 1ste in 3.07,4 (OR) halve finale 2: 2de in 3.04,4 finale: 2de in 3.05,0                           |
| Paul Malisch                                             | 200m schoolslag (m)   | Brons        | serie 2: 1ste in 3.08,8 halve finale 1: 1ste in 3.09,6 finale: 3de in 3.08,0                               |
| Walter Bathe                                             | 400m schoolslag (m)   | Goud         | serie 5: 1ste in 6.34,6 (OR) halve finale 1: 1ste in 6.32,0 (OR) finale: 1ste in 6.29,6 (OR)               |
| Wilhelm Lützow                                           | 400m schoolslag (m)   | DNF          | serie 3: 1ste in 6.49,8 halve finale 2: 1ste in 6.44,6 finale: niet gefinisht                              |
| Paul Malisch                                             | 400m schoolslag (m)   | Brons        | serie 2: 1ste in 6.47,0 (OR) halve finale 2: 2de in 6.47,6 finale: 4de in 6.37,0                           |
| Oscar Schiele Georg Kunisch Kurt Bretting Max Ritter     | 4x200m vrije slag (m) | 4e           | serie 2: 2de in 10.42,2 finale: 4de in 10.37,0                                                             |
|                                                          |                       |              | |
| Wally Dressel                                            | 100m vrije slag (v)   | 10e          | serie 4: 3de in 1.28,6 halve finale 2: 4de in 1.33,4                                                       |
| Louise Otto                                              | 100m vrije slag (v)   | 9e           | serie 1: 2de in 1.34,4 halve finale 1: 6de in 1.32,0                                                       |
| Grete Rosenberg                                          | 100m vrije slag (v)   | 4e           | serie 5: 1ste in 1.25,0 halve finale 2: 3de in 1.29,2 finale: 4de in 1.27,2                                |
| Hermine Stindt                                           | 100m vrije slag (v)   | series       | serie 2: 3de in 1.29,2                                                                                     |
| Wally Dressel Louise Otto Hermine Stindt Grete Rosenberg | 4x100m vrije slag (v) | Zilver       | 6.04,6 |

Australazië · België · Bohemen · Canada · Chili · Denemarken · Duitsland · Egypte · Finland · Frankrijk · Griekenland · Groot-Brittannië · Hongarije · IJsland · Italië · Japan · Luxemburg · Nederland · Noorwegen · Oostenrijk · Portugal · Rusland · Servië · Turkije · Verenigde Staten · Zuid-Afrika · Zweden · Zwitserland